# Helle Bjerregaard
Helle Bjerregaard (21 de junho de 1968) é uma ex-futebolista dinamarquesa que atuava como goleira.

## Carreira
Helle Bjerregaard representou a Seleção Dinamarquesa de Futebol Feminino, nas Olimpíadas de 1996. 